# Кызылорда (станция)
Станция Кызылорда (каз. Қызылорда станциясы) — железнодорожная станция Казахстанских железных дорог, расположенная в Кызылорде.

## История
Здание первого вокзала было построено в 1905 году, в 1906 году открыто постоянное движение по прошедшей через город железной дороге Оренбург — Ташкент.
Первое здание вокзала было одноэтажным, а второе, построенное в 1969 году, уже трёхэтажным.
Пассажиропоток в сутки на 2013 год составил 1150 человек.

## Описание
Постройки на станции